# Prensa alternativa
Los términos "prensa alternativa" o "prensa disidente" son usados generalmente para referirse al periodismo de internet, radio y televisión que exponen puntos de vista conservadores o de derecha en sus reportajes en contraposición a lo que describen como un sesgo socialista o liberal en los medios de comunicación tradicionales.

## Historia

### En los Estados Unidos
Durante este tiempo, algunos periódicos prominentes eran conservadores. William Randolph Hearst, demócrata progresista desde hace mucho tiempo, se volvió cada vez más conservador desde la década de 1920. Inicialmente apoyó el New Deal del presidente Franklin D. Roosevelt, pero rompió con él después de 1934. Desde entonces, la cadena de periódicos Hearst se opuso al New Deal. Entre otros periódicos destacados, Los Angeles Times permaneció firmemente conservador hasta 1952. Durante la década de 1960, se volvió decididamente liberal. Los periódicos de la familia McCormick (particularmente el Chicago Tribune) se mantuvieron incondicionalmente conservadores hasta finales de la década de 1960, al igual que las revistas de Henry Luce como Time y Fortune. En 1936, la mayoría de los periódicos se opusieron al New Deal. En ese año, los periódicos de las 15 ciudades metropolitanas más grandes con una circulación del 70% apoyaron al candidato republicano Alf Landon contra Roosevelt.
Al mismo tiempo, los activistas conservadores comenzaron a fundar sus propias revistas para contrarrestar el supuesto sesgo liberal en los principales medios de comunicación y propagar el punto de vista conservador. Human Events fue fundada en 1944 por el ex editor de The Washington Post Felix Morley y el editor Henry Regnery.  La revista libertaria a favor del libre mercado The Freeman fue fundada en 1950 por los periodistas John Chamberlain, Henry Hazlitt y Suzanne La Follette. Muchos intelectuales conservadores se asociaron con esta revista, uniéndose luego a la National Review.
En 1955, National Review fue fundada por el autor y periodista William F. Buckley Jr. Su editor fue William A. Rusher. Desde sus inicios, National Review se convirtió en el faro del movimiento conservador de la posguerra. Buckley atrajo a intelectuales conservadores (particularmente excomunistas) a la revista, incluidos Russell Kirk, Frank Meyer, Whittaker Chambers, L. Brent Bozell Jr., John Dos Passos, James Burnham y William Schlamm. Meyer formó la nueva tesis del fusionismo, que incluía una fusión del tradicionalismo, el libertarismo y el anticomunismo. Esta se convirtió en la filosofía rectora de la Nueva Derecha.
Estas décadas también vieron el surgimiento de la radio hablada conservadora , aunque su alcance fue limitado debido a la Doctrina de la Equidad. Entre los locutores de radio conservadores pioneros se encontraban Fulton Lewis, Paul Harvey, Bob Grant, Alan Burke y Clarence Manion, ex decano de la Facultad de Derecho de Notre Dame.
A principios de la década de 2000, los blogs de todas las tendencias políticas se volvieron cada vez más influyentes. Blogs conservadores como Power Line, Captains Quarters y la bitacorista Michelle Malkin cubrieron y promovieron una serie de historias, por ejemplo, la crítica de Swift Boat Veterans al historial de guerra del candidato presidencial John Kerry. Particularmente notable fue el descubrimiento del escándalo "Memogate" por Little Green Footballs y otros. El blog estadounidense Captains Quarters desempeñó un papel en la elecciones canadienses de 2004, superando una orden de mordaza judicial canadiense sobre la cobertura mediática de las audiencias relacionadas con un escándalo de corrupción del Partido Liberal Canadiense. Las consecuencias del escándalo ayudaron a lograr una victoria conservadora en las siguientes elecciones.

### En países hispanohablantes
En 1989 se fundó La Gaceta que fue comprada por el partido político Vox en el año 2020 y relanzada con el nombre de La Gaceta de la Iberosfera. El medio fue puesto a cargo de Hermann Tertsh y ha sido descrito como una herramienta para expandir la influencia de Vox y Santiago Abascal a Hispanoamérica.
Otro medio es el PanAm Post, fundado en 2013 con sede en Miami, Estados Unidos.
Durante el gobierno de Pedro Castillo se recurrió a ese tipo de prensa como respuesta a sus adversarios comerciales. En este caso, se empleó principalmente contra la derecha política.